# リフレイン (テレビドラマ)
『リフレイン』は、2017年12月19日未明の0:35 - 1:35（12月18日深夜）にフジテレビで放送された日本のドラマ。第29回フジテレビヤングシナリオ大賞受賞作品である。

## キャスト
- 沢渡湊 - 葉山奨之
- 綾織紬 - 恒松祐里
- 沢渡浩治 - 平子祐希（アルコ&ピース）
- 沢渡渚 - 中込佐知子
- 白鳥 - 永田崇人
- たい焼き店店主 - 坪倉由幸
- 糸子 - 山口紗弥加

## あらすじ
- リフレイン#あらすじを参照のこと。

## スタッフ
- 脚本 - 宮﨑翔
- プロデュース - 西坂瑞城
- 演出 - 水戸祐介
- 音楽 - 若林タカツグ